# Magdalena Durecka
Magda Durecka (ur. 3 marca 1967 w Kluczborku) – polska piosenkarka i autorka tekstów piosenek, muzyk i nauczycielka wokalu.
W 1993 została laureatką drugiej nagrody na XXX Krajowym Festiwalu Polskiej Piosenki w Opolu za wiązankę przebojów z lat 60. – Magda Dance Mega Mix.
Przez trzy lata prowadziła ogólnopolski telewizyjny koncert życzeń oraz autorski program muzyczny Hity z satelity.
Współpracowała i nagrywała z takimi artystami jak Krzysztof Krawczyk, Bohdan Smoleń, Mieczysław Czechowicz.

## Autorstwo tekstów
Jest autorką tekstów piosenek swoich oraz innych wykonawców:
- Krzysztofa Krawczyka
- Jerzego Różyckiego
- Michała Gielniaka
- Ewy Skrzypek

## Dyskografia

### Albumy studyjne:
- 1989 – Daj nam Panie dar wytrwania
- 1990 – Magda
- 1990 – Mała jasność nadzieją
- 1993 – Hit Opole '93 vol. 1
- 1993 – Hit Opole '93 vol. 2
- 1994 – Magda Dance Party vol. 1
- 1994 – Magda Dance Party vol. 2
- 1994 – Tak mało ciebie mam
- 1994 – Magda Dance Mega Mix – Na Bis
- 1995 – Magda Dance Omega Mix
- 1997 – W moim sercu gra muzyka